# Phyllangium divergens
Phyllangium divergens är en tvåhjärtbladig växtart som först beskrevs av Joseph Dalton Hooker, och fick sitt nu gällande namn av C.R. Dunlop. Phyllangium divergens ingår i släktet Phyllangium och familjen Loganiaceae. Inga underarter finns listade i Catalogue of Life.